# Bir al-Helou al-Wardiya (nahija)
Nahija Bir al-Helou al-Wardiya je nahija u okrugu Al-Hasakah, u sirijskoj pokrajini Al-Hasakah. Po popisu iz 2004. (prije rata), nahija je imala 38.833 stanovnika. Administrativno sjedište je u naselju Bir al-Helou al-Wardiya.